# G.DMT
G.DMT – rodzaj modulacji sygnału stosowanej w technologii ADSL, który umożliwia transferowanie danych z prędkością do 8 Mb/s do użytkownika oraz do 832 kb/s od użytkownika.